# Royer (photographie)
Pour les articles homonymes, voir Royer.
Royer est la marque commerciale de la S.I.T.O. (Société Industrielle de Technique Optique), fabrique d'obturateurs et d’appareils photographiques créée par René Royer en 1947 à Montreuil puis établie à Fontenay-sous-Bois de 1949 à sa fermeture en 1965. Elle ouvrira une seconde usine à Annemasse en 1955.

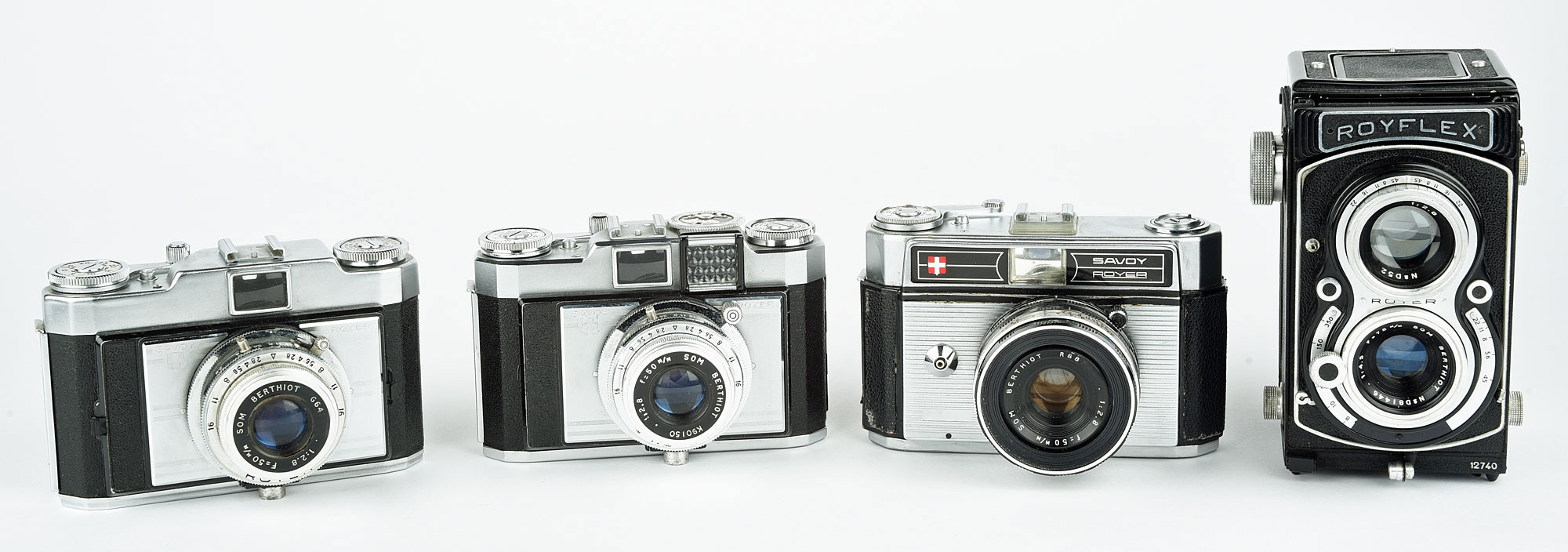
Royer Savoy 2, 2C, 3B et Royflex 1.

## Histoire
La marque Royer apparaît au salon de la photo de 1948 sous la forme d'un 6 × 9 à soufflet. Comme pour les Pontiac, boîtier, dos et abattant sont en fonte d'aluminium mais ils sont recouverts de gainage traditionnel. La marque évoluera dans sa production pour suivre la mode photographique. Aux 6 × 9 à soufflet succéderont des 6 × 6 reflex à deux objectifs et des 24 × 36 à visée traditionnelle puis reflex. Ayant fait le « mauvais » choix du reflex à obturateur central et objectif non interchangeable, le succès n'est pas au rendez-vous. La société disparaît en 1965, en partie à la suite de cet échec dans un contexte devenu très concurrentiel.
L’usine de Fontenay-sous-Bois se trouvait 12 rue de l’Avenir avec des annexes aux numéros 9, 13, 13bis et 24 de la même rue. Elle employait une cinquantaine de personnes, une main d’œuvre principalement féminine. L’adresse de l’usine d’Annemasse est moins sûre. On sait qu’elle jouxtait la fabrique de pièces d’horlogerie Frésard (assortiments à ancres) dont l’adresse était 47, route des Vallées. Elle relevait d’une société dénommée C.I.C.A. créée conjointement par René Royer et René Frésard, tous deux anciens élèves de l’école des Arts et Métiers. Un internaute en localise les vestiges entre l’actuelle rue des Glières, au n° 26, et le chemin de Cottet, au n° 15.

## Production

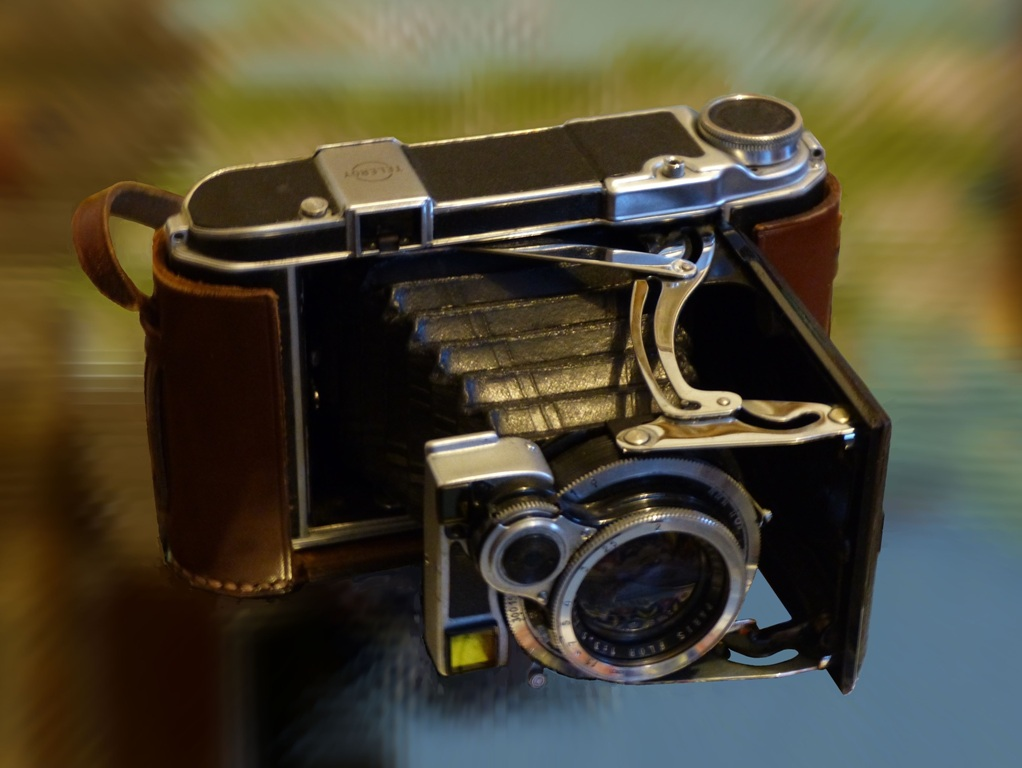
Téléroy.

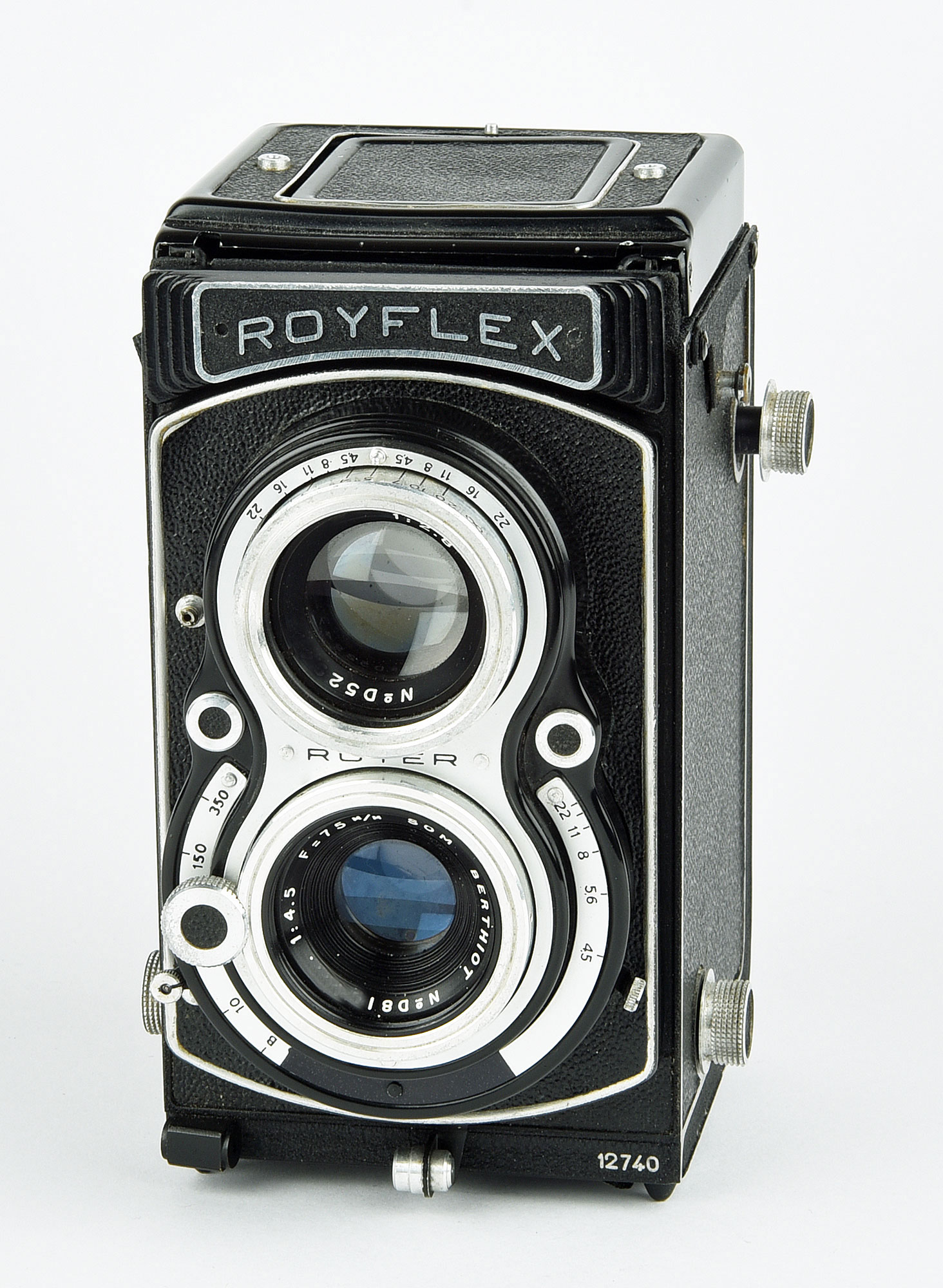
Royflex 1.

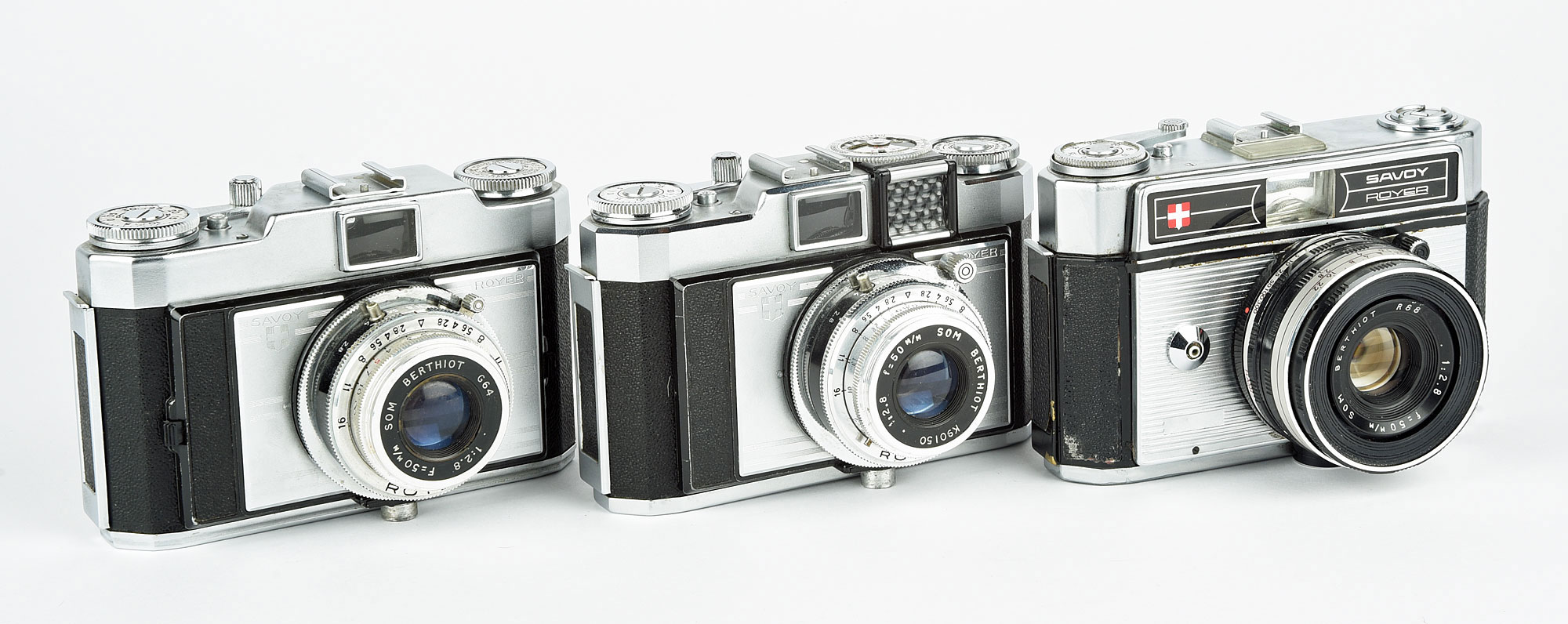
Royer Savoy 2, 2C et 3B.

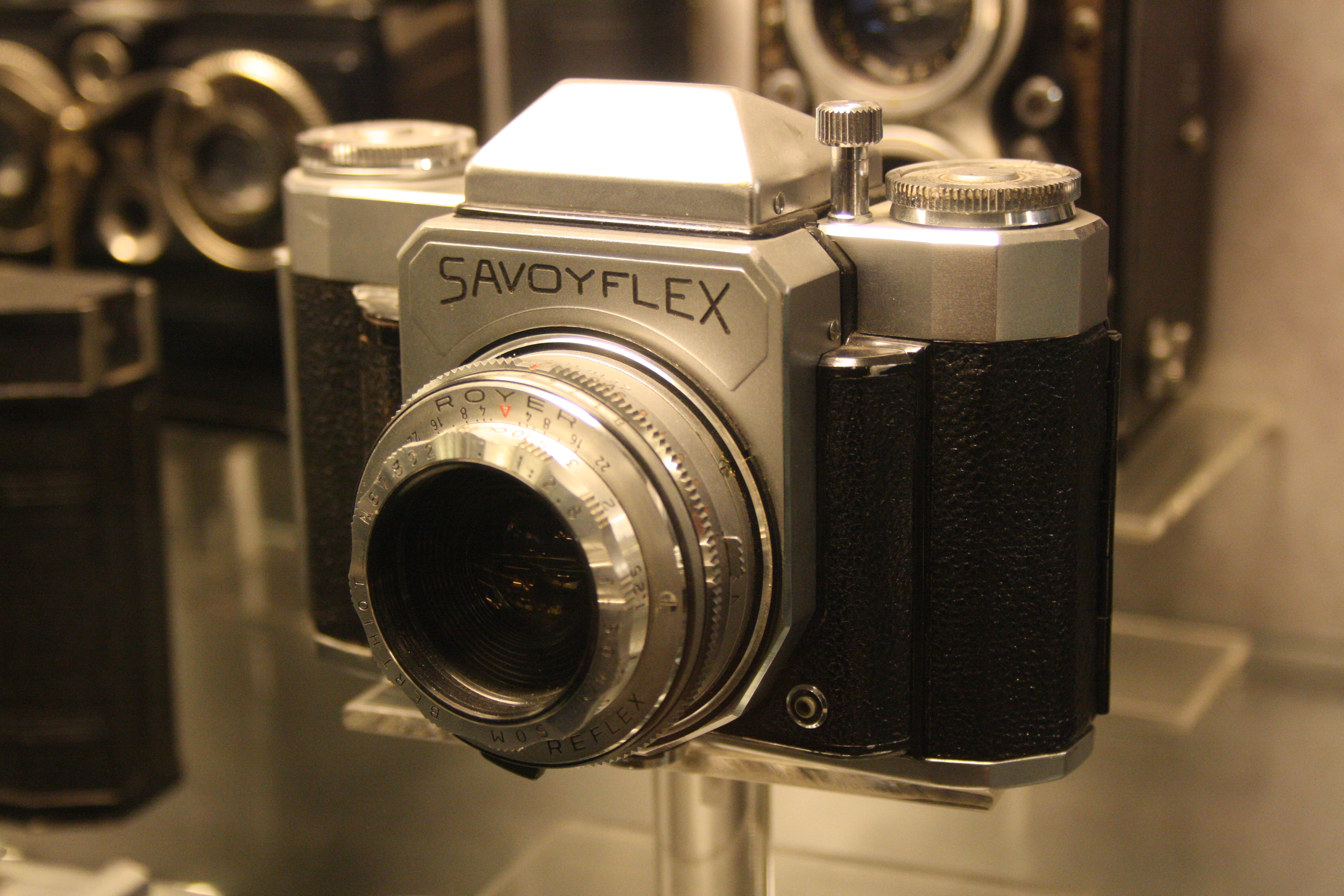
Savoyflex 1.

La S.I.T.O. a commencé par produire des obturateurs centraux pour d’autres marques, dont Kodak.
Le Royer, sans autre désignation est présenté en 1948 au salon de la photo de Paris. C'est un bi-format 6 × 9 et 6 × 4,5 pliant à soufflet très bien fabriqué avec une base en fonte d'aluminium, un gainage noir et un obturateur Royer du 1/10 au 1/200 s sur les premiers modèles puis de la seconde au 1/250 ou 1/300 s, un mécanisme de sécurité contre les doubles expositions, une prise de synchronisation flash et, en option, un retardateur de déclenchement. Les premiers modèles devant être distribués par Photorex à St-Étienne portent un marquage "Rex" embossé dans le gainage. Certains exemplaires ont été vendus par Manufrance, autre entreprise stéphanoise, sous la marque Luminor. En 1950 la gamme se complète du Téléroy dont le préfixe signale la présence d'un télémètre couplé de conception nouvelle breveté par Royer,,.
Sur le même boîtier, Royer sort en 1952 l'Altessa sur lequel le soufflet est remplacé par un tube coulissant amovible à baïonnette portant le bloc objectif-obturateur et pouvant être remplacé par un autre tube portant un bloc objectif-obturateur de focale différente (il existe un 75 mm et un 190 mm en plus du 105 mm standard). Il est également bi-format 6 × 9 et 6 × 6.
La conjugaison de la désaffection du public pour les 6 × 9 et de la faillite de Photorex pousse Royer à saisir l'opportunité de racheter en 1952 le "Rex-Reflex" pour en faire le Royflex, reflex 6 × 6 à deux objectifs. Le brevet pour le changement de focale ne fait pas partie de l'accord et aucun "Royflex" ne proposera ce perfectionnement mais deux innovations rares, voire inédites en France sont introduites l’année suivante sur le "Royflex 3" : une manivelle d’armement rapide couplé à l’avancement du film, avec compteur de vues mécanique (comme sur les Semflex dits "automatiques"), et un télémètre de type Dodin au centre du dépoli. Les "Royflex" évoluent jusqu'en 1957 où, à son tour, le 6 × 6 perd du terrain face au 24 × 36.
En 1956 sort le premier 24 × 36 de la marque, initialement nommé Royer 35 avant de devenir le Savoy en référence à son lieu de fabrication dans une nouvelle usine à Annemasse. Dans sa première version, cet appareil simple et robuste offre la particularité peu pratique de ne pas avoir de dos ouvrant : le remplacement de la pellicule se fait en déposant la platine avant ce qui complique sérieusement l'opération. La platine porte objectif était conçue comme pouvant être utilisée sur un agrandisseur ou un projecteur de diapositives restés à l'état de projets. Une version plus commode prendra rapidement la relève avec un dos ouvrant en plus de la platine amovible et les "Savoy 2" (au viseur plus grand) et "Savoy 3" (au viseur collimaté) n’auront bientôt plus que le dos ouvrant. Une autre particularité de ces appareils, déjà présente sur les modèles 6 × 9, est d'avoir le déclencheur à gauche.
Le reflex mono objectif 24 × 36 gagnant sans cesse des parts de marché, Royer entre dans la course en 1958 avec le Savoyflex. S'il est l’un des tout premiers reflex à proposer le retour immédiat du miroir après le déclenchement ainsi que, sur le Savoyflex 3, une option automatique asservissant la présélection du diaphragme à l'indication du posemètre et à la bague des vitesses, c'est, hélas, un reflex à obturateur central, formule au fonctionnement complexe interdisant de surcroît l'interchangeabilité facile des objectifs.
La société a aussi fabriqué ou commercialisé sous sa marque des accessoires tels que filtres, bonnettes et parasoleils, flash magnésique, poignée porte-accessoires.
De 1948 à 1955, elle aurait produit environ 200.000 obturateurs et 70.000 appareils. Le chiffre de 200.000 appareils aurait été dépassé vers 1960.

## Collection
Les seuls appareils de la marque un peu rares sont les pliants "Royer" avec le marquage "Rex" et le "Savoy I" sans dos ouvrant. Globalement, ces appareils sont moins courants que leurs concurrents Kinax pour les 6 × 9, Semflex pour les 6 × 6 à deux objectifs, Focasport pour les 24 × 36 d'amateurs et Focaflex pour les reflex mono-objectifs.